# Rebeca Valenzuela
Rebeca Valenzuela Álvarez (1 de septiembre de 1992) es una deportista mexicana que compite en atletismo adaptado. Ganó dos medallas en los Juegos Paralímpicos de Verano, bronce en Río de Janeiro 2016, bronce en Tokio 2020, oro en Grand Prix Mundial Túnez 2021.

## Triunfos
- Palmarés internacional

| Juegos Paralímpicos | Juegos Paralímpicos     | Juegos Paralímpicos | Juegos Paralímpicos |
| Año                 | Lugar                   | Medalla             | Prueba              |
| ------------------- | ----------------------- | ------------------- | ------------------- |
| 2016                | Río de Janeiro (Brasil) | Medalla de bronce   | Peso F12            |
| 2020                | Tokio (Japón)           | Medalla de bronce   | Peso F12            |

- Grand Prix Mundial Túnez 2021

Obtuvo medalla de oro en la final de bala.

## Orígenes y categorías en las que compite
Rebeca Valenzuela tiene glaucoma, miopía y astigmatismo, por lo que entra en las categorías 11-13 que es para impedimentos visuales. Incursionó en el deporte practicando natación, futbol y lanzamiento de jabalina. Fue durante la práctica de esta última disciplina cuando, a la edad de 15 años, el coach Raidel Lazaro Mantilla notó su talento y la impulsó a tomar en serio una carrera deportiva.

## Otras facetas
Rebeca Valenzuela combina su carrera deportiva con el activismo político. Durante la LXXII Legislatura del H. Congreso del Estado de Sonora promovió, a través del diputado Luis Mario Rivera Aguilar, una reforma a la Ley de Cultura Física y Deporte que se conoció como "Ley Zupo" en honor del ex judoca sonorense y medallista centroamericano Claudio Zupo, quien muriera en condiciones precarias. Con esta iniciativa se buscaba crear tres categorías para los entrenadores de la Comisión del Deporte del Estado de Sonora, por su antigüedad, grados académicos y experiencia; aunque se dictaminó, nunca llegó a pleno.
Además del deporte y el activismo, Valenzuela concluyó su educación superior, obteniendo el título de licenciada en Administración Pública por la Universidad de Sonora. Actualmente es la directora general del Instituto Sonorense de la Juventud en el Gobierno del Estado de Sonora Archivado el 19 de enero de 2018 en Wayback Machine..
Recientemente obtuvo un doctorado honoris causa, el cual agradeció y dedicó a sus padres desde su cuenta personal de Twitter.